# Bacharel em Direito
O Bacharel em Direito (em latim, Legum Baccalaureus; LL.B. ou B.L.) é uma graduação em Direito (ou um primeiro diploma de direito profissional, dependendo da jurisdição) originário da Inglaterra oferecido no Japão e na maioria das jurisdições de direito comum—exceto nos Estados Unidos e Canadá. É a graduação que permite que alguém se torne advogado. Historicamente, serviu este propósito nos EUA, mas foi eliminado em meados da década de 1960 em favor do diploma de Juris Doctor, e o Canadá seguiu o exemplo.